# Castell de San Marcial de Rubicón de Femés
El Castell de San Marcial de Rubicón, de les Coloradas o Torre de l'Àguila és una torre de defensa situada a la localitat de Playa Blanca, al municipi de Yaiza a l'illa de Lanzarote, (província de Las Palmas).

## Història
Davant les constants incursions de pirates barbarescos, anglesos i francesos que assolaven des del segle XVI les costes de Lanzarote i Fuerteventura, el governador Andrés Bonito Pignatelli va promoure la construcció de torres defensives. Aquesta obra va ser encarregada a l'enginyer Claudio de L'Isle, que el 1741 va decidir emplaçar una d'elles en la punta de l'Àguila, un promontori que assoleix una altura d'uns 15 m sobre el nivell mitjà de les marees des del qual es domina pràcticament tota la costa de l'estret de la Bocaina. El 1742 ja s'havia erigit aquesta torre. El seu emplaçament era proper a on hi havia hagut la primitiva 'torre del Rubicón' feta construir per Jean de Bethencourt.
El 1749, la torre va ser incendiada per uns pirates algerians que van arribar fins a Femés, que també van incendiar. El 1767, l'enginyer Alejandro de los Ángeles, torna a aixecar els plans de la fortalesa realitzant poques reformes respecte al projecte anterior.
Actualment està tancat al públic, però l'Ajuntament de Yaiza (el seu propietari des de 1970) té plans per a aquest immoble, en concret, promou l'obertura del Museu de la Història i la Navegació.

## Descripció
L'edifici té forma circular amb una superfície de 280 metres quadrats. A l'interior s'accedeix mitjançant una escala de carreus que dona pas a un pont llevadís de fusta de tea. Alberga diverses dependències: el calabós, el magatzem de la pólvora, el dormitori de la tropa i diverses habitacions. A la zona de l'esplanada i sobre el mur, s'aixeca un petit campanar presidit per una creu.
Es considera 'bessó' de la Torre de Sant Andrés a Tenerife; de les torrasses de Gando i Sant Pere, a Gran Canària; i dels castells El Cotillo i Fuste, a Fuerteventura.
És Bé d'Interès Cultural des de 1949.